# Ruth Asawa
Ruth Aiko Asawa (Norwalk, 24 gennaio 1926 – San Francisco, 5 agosto 2013) è stata una scultrice modernista statunitense.
Il suo lavoro è presente nelle collezioni del Solomon R. Guggenheim Museum e del Whitney Museum of American Art di New York City. Quindici delle sculture in filo metallico di Asawa sono in mostra permanente nella torre del de Young Museum di San Francisco nel Golden Gate Park e molte delle sue fontane si trovano in luoghi pubblici a San Francisco. Era una sostenitrice dell'educazione artistica e la forza trainante dietro la creazione della San Francisco School of the Arts, che è stata ribattezzata Ruth Asawa San Francisco School of the Arts nel 2010. Nel 2020 il servizio postale degli Stati Uniti ha onorato il suo lavoro producendo una serie di dieci francobolli che commemorano le sue famose sculture in filo metallico.

## Primi anni di vita e formazione
Ruth Asawa è nata nel 1926 a Norwalk, in California, una di sette figli. I suoi genitori, immigrati dal Giappone, gestirono un orto fino all'internamento dei giapponesi negli Stati Uniti durante la seconda guerra mondiale. Fatta eccezione per il padre di Ruth, la famiglia fu internata in un centro di raccolta frettolosamente allestito all'ippodromo di Santa Anita per gran parte del 1942, dopodiché furono mandati al centro di ricollocazione di guerra a Rohwer in Arkansas. Il padre di Ruth, Umakichi Asawa, fu arrestato dagli agenti dell'FBI nel febbraio 1942 e internato in un campo di detenzione nel Nuovo Messico. Per i sei mesi successivi la famiglia Asawa non sapeva se fosse vivo o morto. Asawa non vedeva suo padre da sei anni. La sorella minore di Ruth, Nancy (Kimiko), era in visita alla famiglia in Giappone quando la sua famiglia fu internata. Non poté tornare, poiché gli Stati Uniti impedirono l'ingresso anche dei cittadini americani dal Giappone. Nancy fu costretta a rimanere in Giappone per tutta la durata della guerra. Asawa disse dell'internamento:
Ruth si interessò all'arte in tenera età. Da bambina fu incoraggiata dal suo insegnante di terza elementare a creare la propria opera d'arte. Come risultato Asawa ricevette il primo premio in un concorso artistico scolastico nel 1939 per le sue opere d'arte su ciò che rende qualcuno americano.
Dopo essersi diplomata al liceo del centro di internamento, frequentò il Milwaukee State Teachers College, con l'intenzione di diventare insegnante d'arte. Le fu impedito di frequentare il college sulla costa della California, perché la guerra era continuata e la zona del suo college di destinazione era ancora dichiarata vietata a coloro che erano di etnia giapponese, indipendentemente dal fatto che fossero cittadini americani o meno. Impossibilitata ad essere assunta per pratica di insegnamento, indispensabile per completare la sua laurea, lasciò il Wisconsin senza una laurea. (Il Wisconsin le conferì la laurea nel 1998.) La Asawa raccontò un'esperienza capitatale quando si fermò nel Missouri per usare il bagno in quanto lei e sua sorella non sapevano quale bagno usare. C'era una toilette colorata e una bianca alla fermata dell'autobus e per la discriminazione razziale dell'epoca scelsero di usare la toilette colorata. Una volta a Black Mountain c'era più uguaglianza per lei e per altri studenti di minoranza, inclusi altri asiatici americani e afroamericani. Mentre erano nel campus erano uguali, ma in città la realtà del razzismo in America era evidente. Ciò portò ad un senso diretto di coscienza sociale nelle sue sculture e ad un'intimità, influenzata dalle avversità che la sua famiglia ha vissuto come minoranza in America.
L'estate prima del suo ultimo anno a Milwaukee, si recò in Messico con la sorella maggiore Lois (Masako). Frequentò un corso d'arte presso l'Università Nazionale Autonoma del Messico; tra i suoi insegnanti c'era Clara Porset, una designer d'interni cubana. Amica dell'artista Josef Albers, la Porset raccontato a Ruth del Black Mountain College dove egli insegnava. La Asawa raccontò:
Dal 1946 al 1949 studiò al Black Mountain College con Josef Albers. Imparò ad usare materiali comuni da Albers e iniziò a sperimentare con il filo, usando una varietà di tecniche. Come tutti gli studenti del Black Mountain College, seguì corsi attraverso una varietà di diverse forme d'arte e questo approccio interdisciplinare contribuì a plasmare la sua pratica artistica. Il suo studio del disegno con Ilya Bolotowsky e Josef Albers fu formativo. I suoi disegni di questo periodo esplorano schemi e ripetizioni ed era particolarmente incuriosita dal meandro come motivo. Fu particolarmente influenzata dalle sessioni estive del 1946 e del 1948, che comprendevano corsi dell'artista Jacob Lawrence, curatore della fotografia, dello storico Beaumont Newhall, Jean Varda, il compositore John Cage, il coreografo Merce Cunningham, l'artista Willem de Kooning, lo scultore Leo Amino e R. Buckminster Fuller. Secondo la Asawa i corsi di danza che seguì con Merce Cunningham erano particolarmente stimolanti. In una classe che comprendeva il compagno di studi Rauschenberg la Asawa riferì di essere corsa giù per una grande collina come se fosse una danza con torce fiammeggianti che bruciavano La sagra della primavera di Stravinskij. Al contrario descrisse le sue esperienze di studio sotto Josef Albers come più formali, mentre altri studenti lo descrissero come fascista nel comportamento che non considerava i sentimenti dei suoi studenti nei suoi insegnamenti. Lei citò questa sua frase: "Se vuoi esprimerti fallo nel tuo tempo libero. Non farlo nella mia classe". Preferiva insegnare l'esplorazione e la scoperta attraverso il design piuttosto che la conoscenza rigurgitata e gratuita insegnata da altri accademici. La Asawa si legò a questo approccio per via della storia culturale della sua famiglia e di ciò che lei descrive come un'intolleranza alle emozioni.

## Carriera
Negli anni '50, mentre era studentessa al Black Mountain College di Asheville, nella Carolina del Nord, la Asawa realizzò una serie di sculture di fili all'uncinetto in varie forme astratte. Sentiva che lei e i suoi compagni studenti erano in anticipo sulla direzione nello sviluppo della propria forma di modernismo nella scultura, provando costantemente cose nuove. Iniziò con i disegni dei cestini e in seguito esplorò le forme biomorfiche che pendevano dal soffitto. Aveva imparato la tecnica dell'uncinetto durante un viaggio per visitare Josef Albers mentre era in anno sabbatico nel 1947 a Toluca, in Messico, dove gli abitanti del villaggio usavano una tecnica simile per realizzare cesti con filo zincato. Lei spiegò:
Dopo il suo viaggio in Messico, l'insegnante di disegno di Asawa, Ilya Bolotowsky, notò che il suo interesse per il disegno convenzionale era stato sostituito dal fascino per l'uso del filo come un modo per disegnare nello spazio. Le sue sculture in filo metallico esplorano la relazione tra i volumi interni ed esterni, creando, come dice lei, "una forma che era dentro e fuori allo stesso tempo". Sono stati descritti come l'incarnazione di vari stati materiali: interno ed esterno, linea e volume, passato e futuro. Awawa ha detto "Era nel 1946 quando pensavo di essere moderna. Ma ora è il 2002 e non puoi essere moderno per sempre", mentre sviluppava matericità e tecniche, sperimentando mezzi manuali di comunicazione visiva. La sperimentazione fu fondamentale per trovare la sua identità visiva di artista. Sebbene la sua tecnica per realizzare sculture assomigli alla tessitura, non ha studiato tessitura, né ha usato materiali in fibra. I materiali erano importanti. Da povera studentessa universitaria, lei adottava oggetti trovati a buon mercato come sassi, foglie e bastoncini perché non avevano né i fondi né l'accesso a carta di buona qualità. La vicinanza e la scoperta erano la loro risorsa.
Le sculture in filo metallico di Asawa la resero importante negli anni '50, quando il suo lavoro apparve più volte alla Whitney Biennial, in una mostra del 1954 al San Francisco Museum of Modern Art e nella Biennale di San Paolo del 1955.
Nel 1962 la Asawa iniziò a sperimentare con sculture di fili legati di forme ramificate radicate nella natura, che divennero sempre più geometriche e astratte mentre continuava a lavorare in quella forma. Con questi pezzi a volte trattava il filo galvanizzandolo. Ha anche sperimentato la galvanostegia, facendo scorrere la corrente elettrica nella direzione "sbagliata" per creare effetti materici. "Ruth era in anticipo sui tempi nel capire come le sculture potessero funzionare per definire e interpretare lo spazio", affermò Daniell Cornell, curatore del de Young Museum di San Francisco. "Questo aspetto del suo lavoro anticipa gran parte del lavoro di installazione che è arrivato a dominare l'arte contemporanea".
Ruth Asawa ha partecipato alla Tamarind Lithography Workshop Fellowship a Los Angeles nel 1965 come artista. Collaborando con i sette incisori del laboratorio, ha prodotto cinquantadue litografie di amici, familiari (compresi i suoi genitori, Umakichi e Haru), oggetti naturali e piante.
Negli anni '60, iniziò a ricevere commissioni per sculture su larga scala in spazi pubblici e commerciali a San Francisco e in altre città. Installò la sua prima scultura pubblica, Andrea (1968), dopo il tramonto in Ghirardelli Square, sperando di creare l'impressione che fosse sempre stata lì. La scultura raffigura due sirene in bronzo fuso in una fontana, una che allatta un tritone, sguazzando tra tartarughe marine e rane. L'opera d'arte ha generato molte polemiche sull'estetica, sul femminismo e sull'arte pubblica al momento dell'installazione. Lawrence Halprin, l'architetto paesaggista che ha progettato lo spazio sul lungomare, ha descritto la scultura come un ornamento da prato suburbano e ha chiesto la rimozione dell'opera d'arte. La Asawa ha ribattuto: "Per i vecchi riporterebbe il sogno della loro infanzia e per i giovani darebbe loro qualcosa da ricordare quando invecchiano". Molti sanfranciscani, in particolare donne, hanno sostenuto la scultura della sirena dellai Asawa e si sono radunati con successo dietro di lei per proteggerla.
Vicino a Union Square (su Stockton Street, tra Post e Sutter Street), ha creato una fontana, la Fontana di San Francisco, per la quale ha mobilitato 200 scolari per modellare centinaia di immagini della città di San Francisco in pasta, che sono state poi fuse in ferro. Nel corso degli anni ha continuato a progettare altre fontane pubbliche ed è diventata nota a San Francisco come la "signora della fontana".
L'eredità dell'artista è rappresentata dalla David Zwirner Gallery.

## Attivismo nel servizio pubblico e nell'educazione artistica
La Asawa era impegnata appassionatamente ed era un ardente sostenitrice dell'educazione artistica come esperienza trasformativa e potenziante, specialmente per i bambini. Nel 1968 è stata nominata membro della San Francisco Arts Commission e ha iniziato a fare pressioni su politici e fondazioni di beneficenza per sostenere programmi artistici a beneficio dei bambini piccoli e degli abitanti di San Francisco medi. Contribuì a co-fondare l'Alvarado Arts Workshop per i bambini delle scuole nel 1968. All'inizio degli anni '70 questo diventò il modello per il CETA/Neighborhood Arts Program della Art Commission utilizzando i fondi del programma di finanziamento federale, il Comprehensive Employment and Training Act (CETA) , che è diventato un programma replicato a livello nazionale impiegando artisti di tutte le discipline per svolgere lavori di servizio pubblico per la città.
Il metodo dell'Alvarado era quello di impegnarsi ad integrare le arti e il giardinaggio, perché rispecchiava l'educazione di Ruth Asawa in una fattoria. Lei credeva in un'esperienza pratica per i bambini e seguiva l'approccio "imparare facendo". Credeva nel profitto dei bambini che imparavano da artisti professionisti, qualcosa che aveva adottato dall'apprendimento di artisti praticanti al Black Mountain College. Credeva che non ci si potesse aspettare che gli insegnanti di classe insegnassero le arti, oltre a tutte le altre loro responsabilità. L'85% del budget del programma era destinato all'assunzione di artisti professionisti e artisti da cui gli studenti potessero imparare. A questo fece seguito nel 1982 la costruzione di una scuola superiore di arti pubbliche, la San Francisco School of the Arts, che fu ribattezzata Ruth Asawa San Francisco School of the Arts in suo onore nel 2010. La Asawa avrebbe continuato a prestare servizio nella California Arts Council, il National Endowment for the Arts nel 1976 e dal 1989 al 1997 è stata amministratore fiduciario dei Fine Arts Museums of San Francisco.
Alla fine della sua vita, Asawa riconobbe l'educazione artistica come centrale per l'importanza del lavoro della sua vita.

## Vita privata
Nel luglio 1949 Asawa sposò l'architetto Albert Lanier, che aveva incontrato nel 1947 al Black Mountain College. La coppia ebbe sei figli nonostante l'esitazione di Lanier ad avere figli: Xavier (1950), Aiko (1950), Hudson (1952), Adam (1956–2003), Addie (1958) e Paul (1959). Albert Lanier morì nel 2008. Asawa credeva che "I bambini sono come le piante. Se li nutri e li annaffi, in genere cresceranno". Disse ad un altro artista e loro amico "i tuoi dipinti saranno i tuoi fiori" e non hanno mai avuto figli. Il loro matrimonio interrazziale era controverso all'epoca e alimentò l'indirizzo artistico della Asawa. La famiglia si trasferì nel quartiere di Noe Valley a Castro, tra il n. 28 e il 23 di San Francisco nel 1960, dove fu attiva per molti anni nella comunità.

## Morte
Ruth Asawa è morta per cause naturali il 5 agosto 2013 nella sua casa di San Francisco all'età di 87 anni.

## Premi e riconoscimenti
- Nel 2010 la School of the Arts High School di San Francisco è stata ribattezzata Ruth Asawa San Francisco School of the Arts in onore di Asawa.[50]
- Nel 2020 il servizio postale degli Stati Uniti ha emesso una serie di francobolli in onore di Ruth Asawa.[6][51][52]
- Per le sue sculture di fili all'uncinetto e degli sforzi di difesa nelle arti, The Crochet Guild of America ha riconosciuto Asawa come una pioniera ispiratrice nella comunità dell'uncinetto.[53]

## Opere selezionate

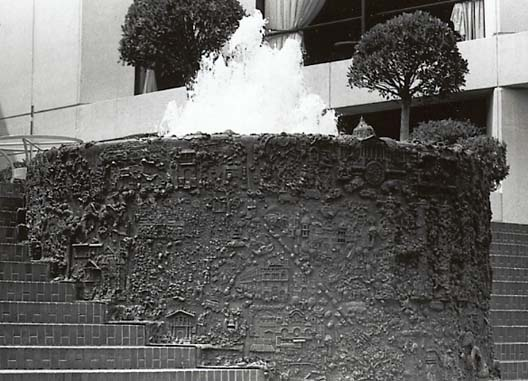
Fontana di San Francisco di Ruth Asawa al Grand Hyatt San Francisco
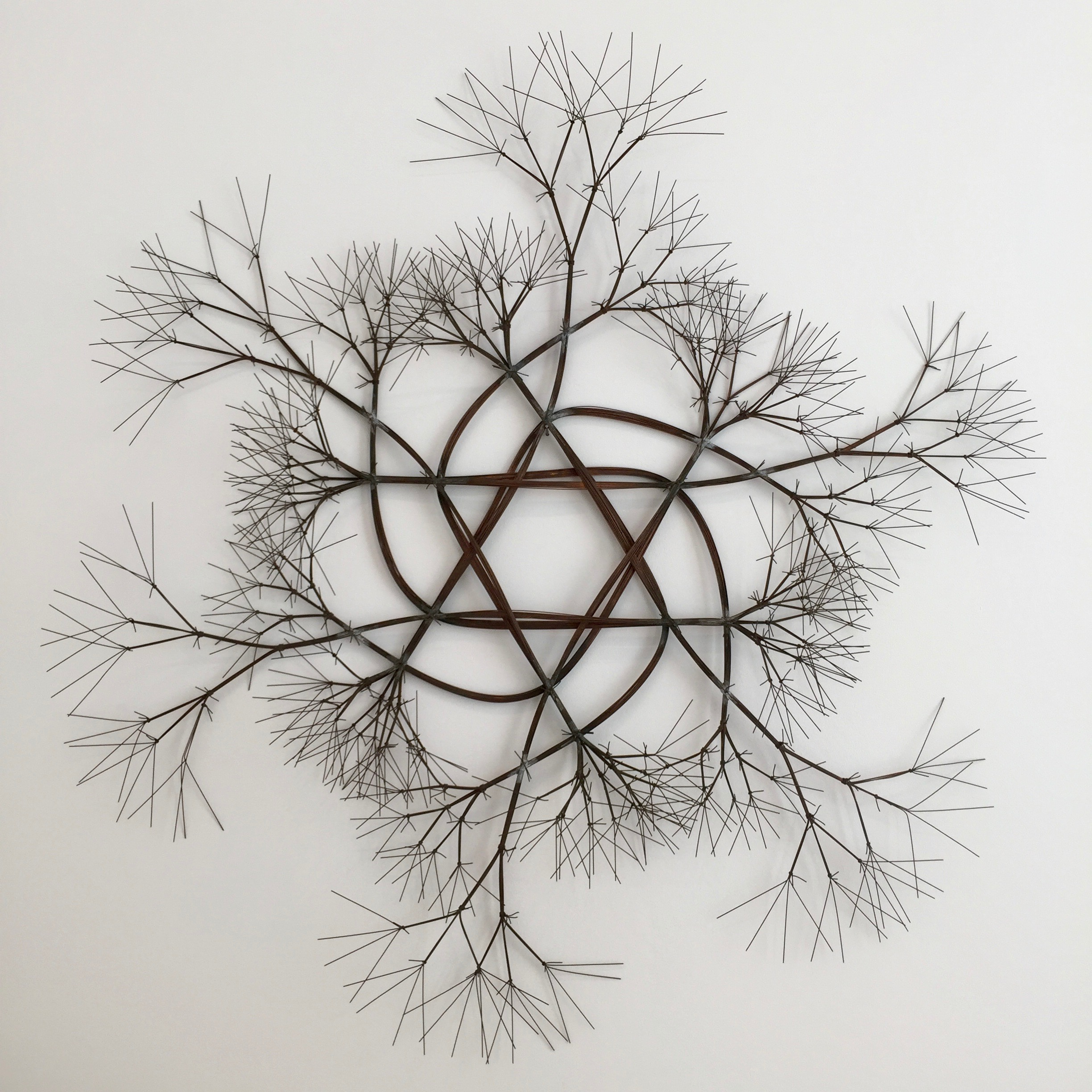
Senza titolo (S.383, Legato a parete con cavo, centro aperto, stella a sei punte, con sei rami), c. 1967.
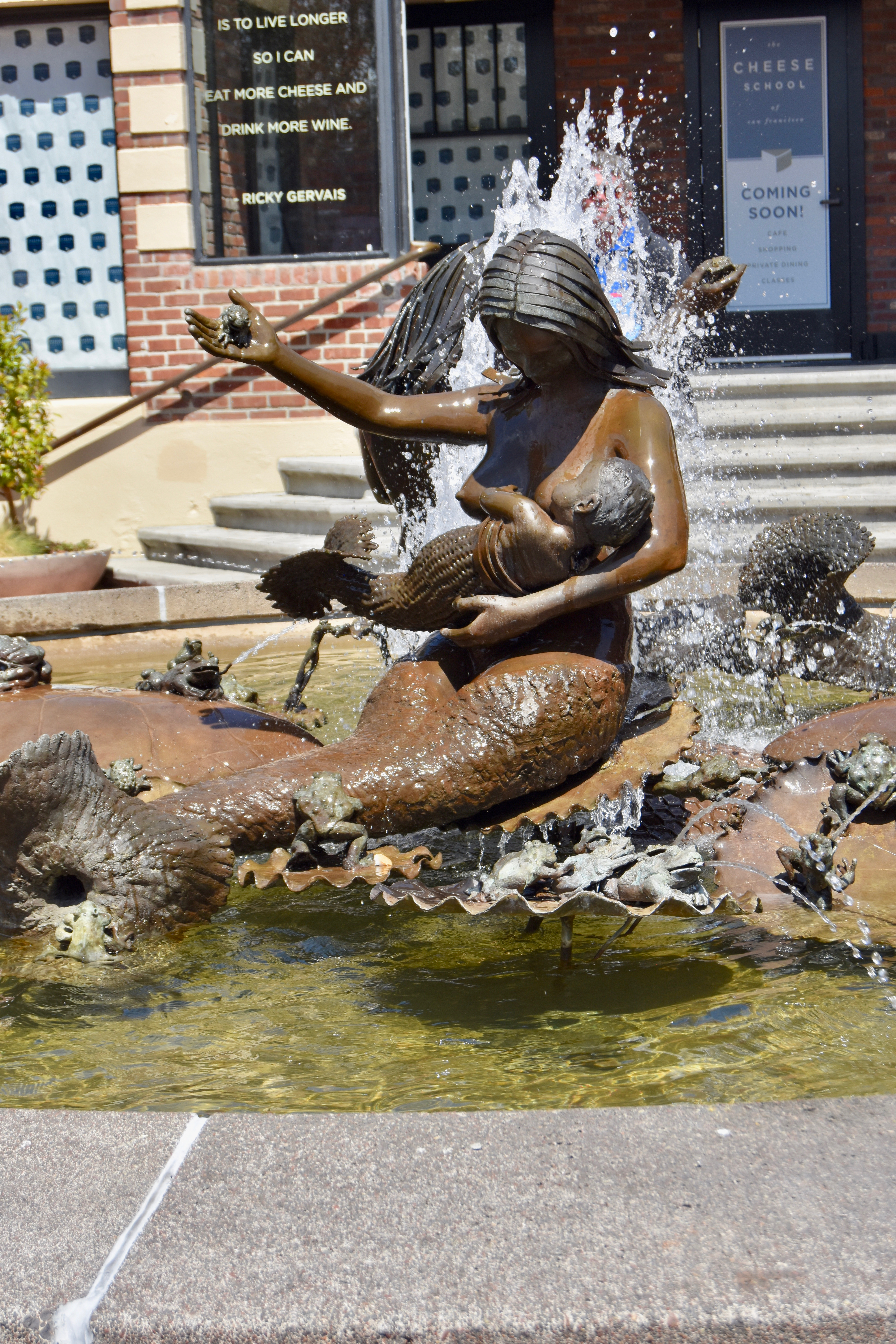
Andrea, la fontana delle sirene a Ghirardelli Square (1966)
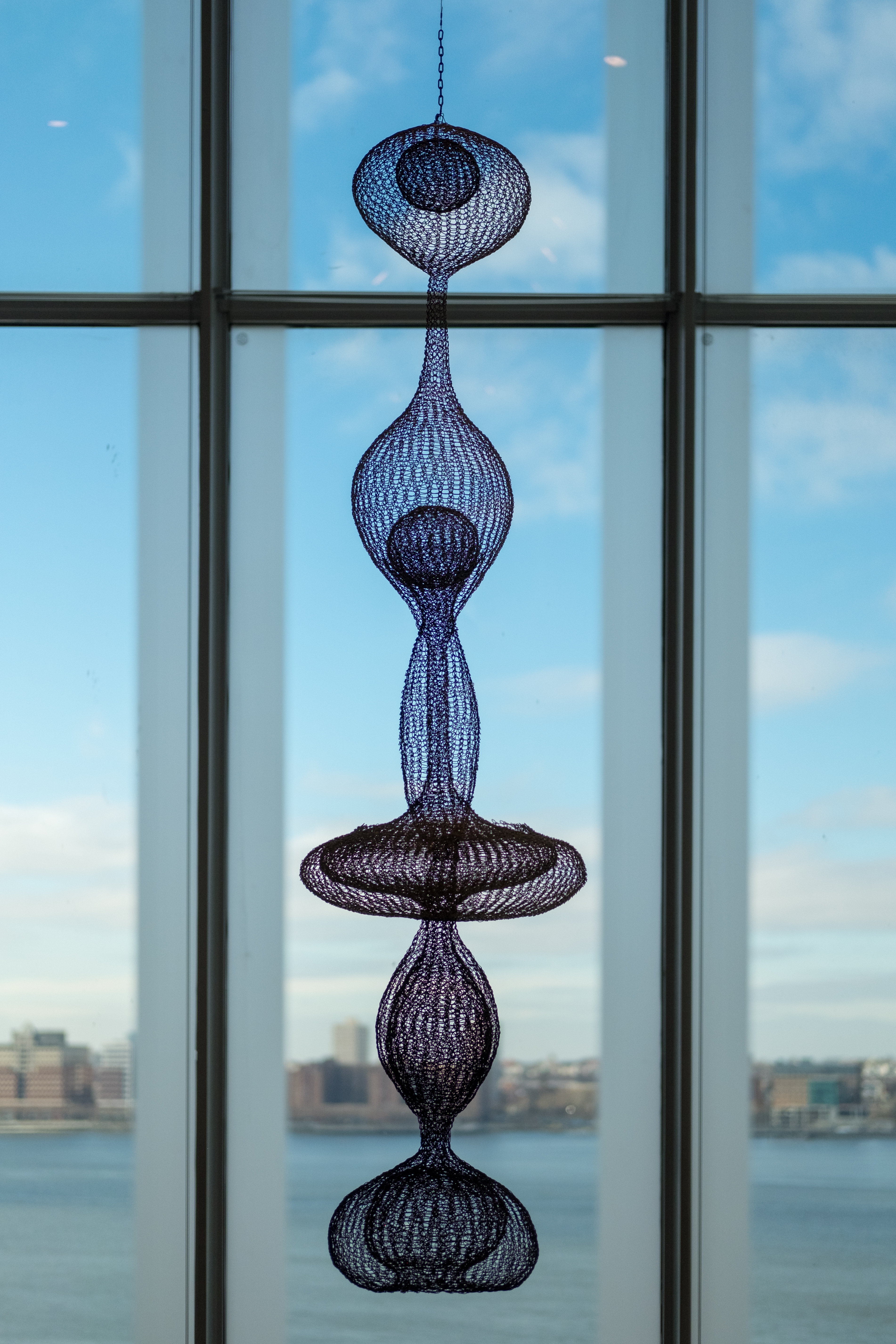
Numero 1- 1955, 1954 1/15/18
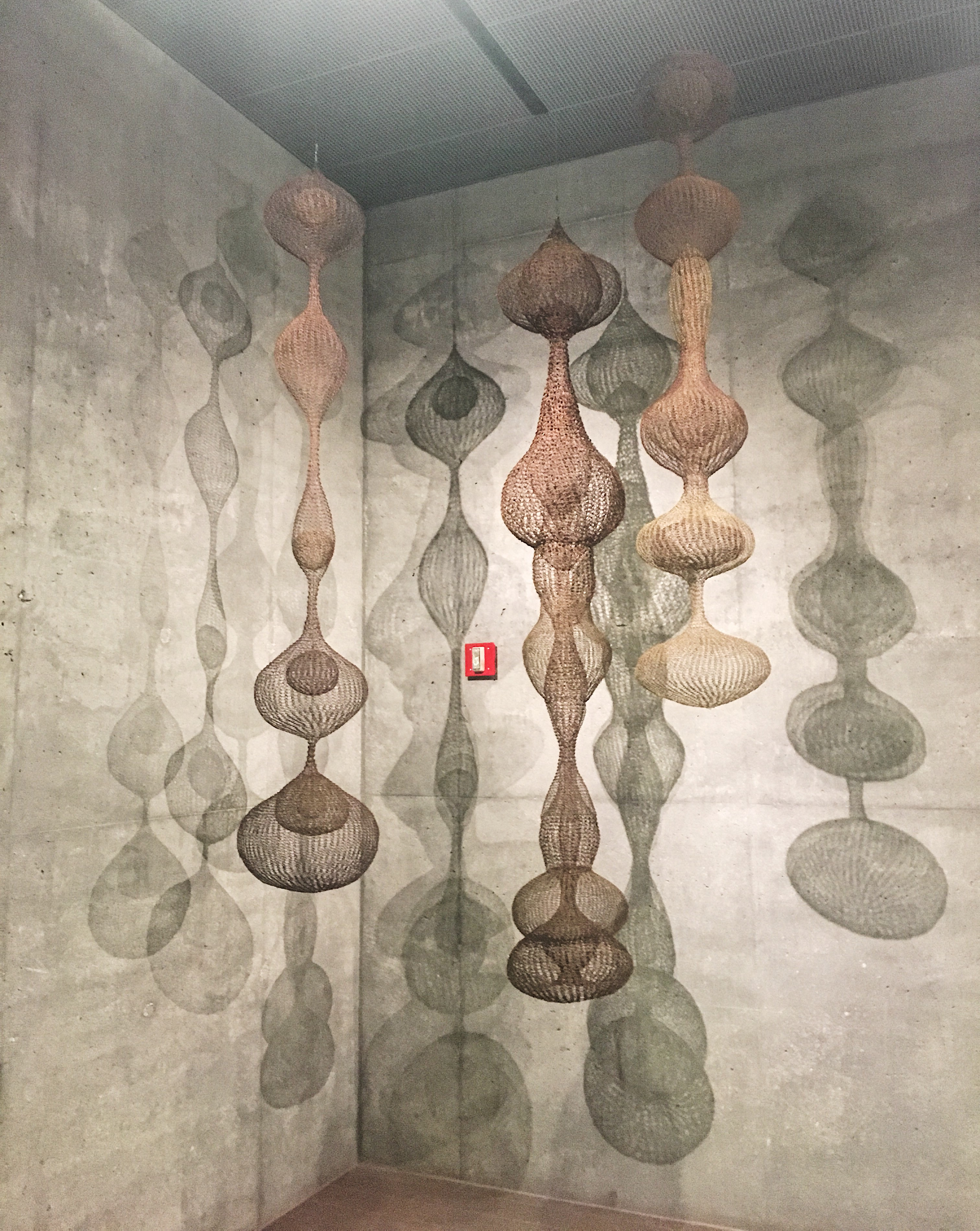
Senza titolo, Collezione permanente del Museo De Young
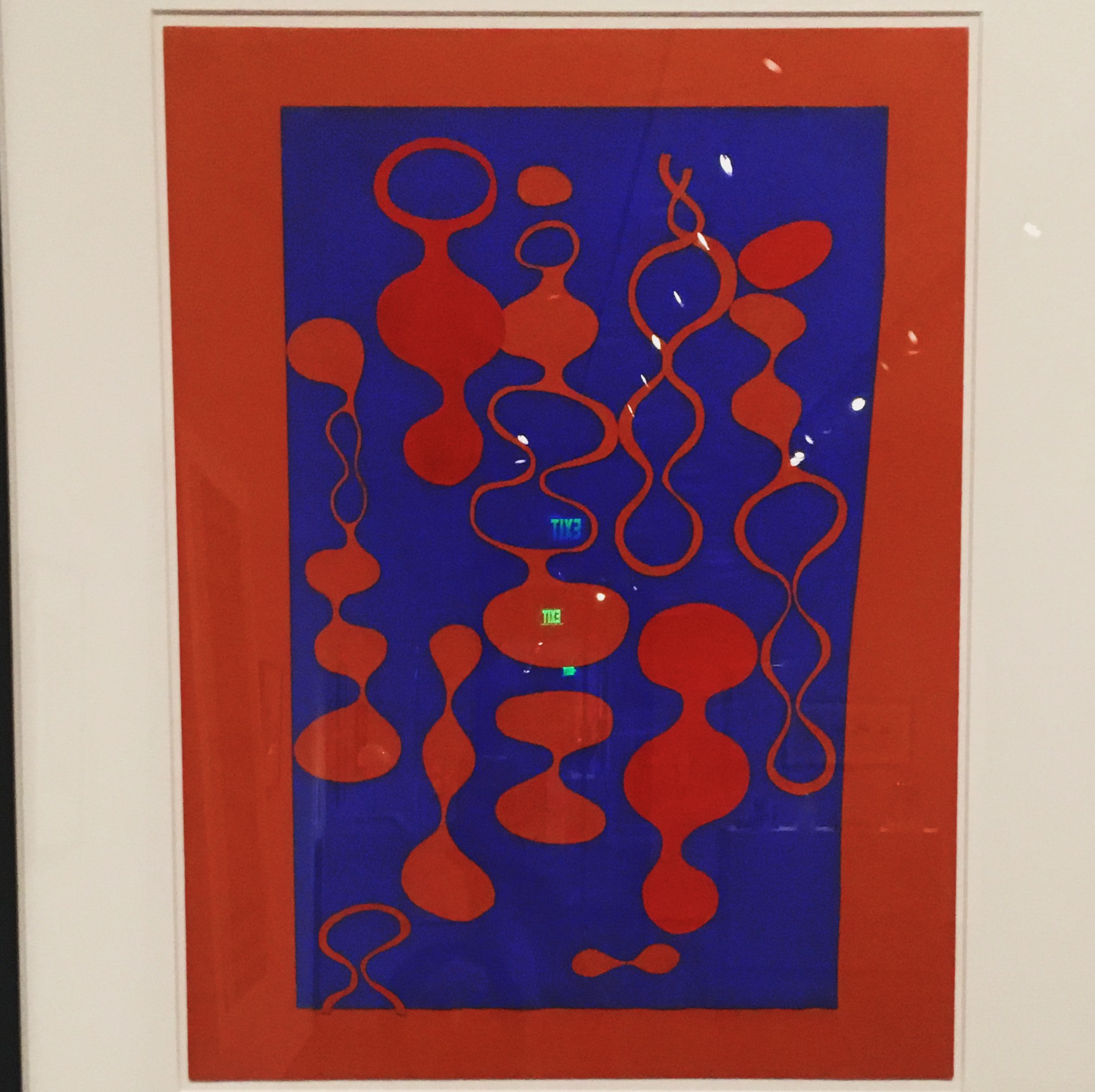
Senza titolo. Esercizio in colore e vibrazione e sfondo della figura, 1946-1949. Harvard Art Museums
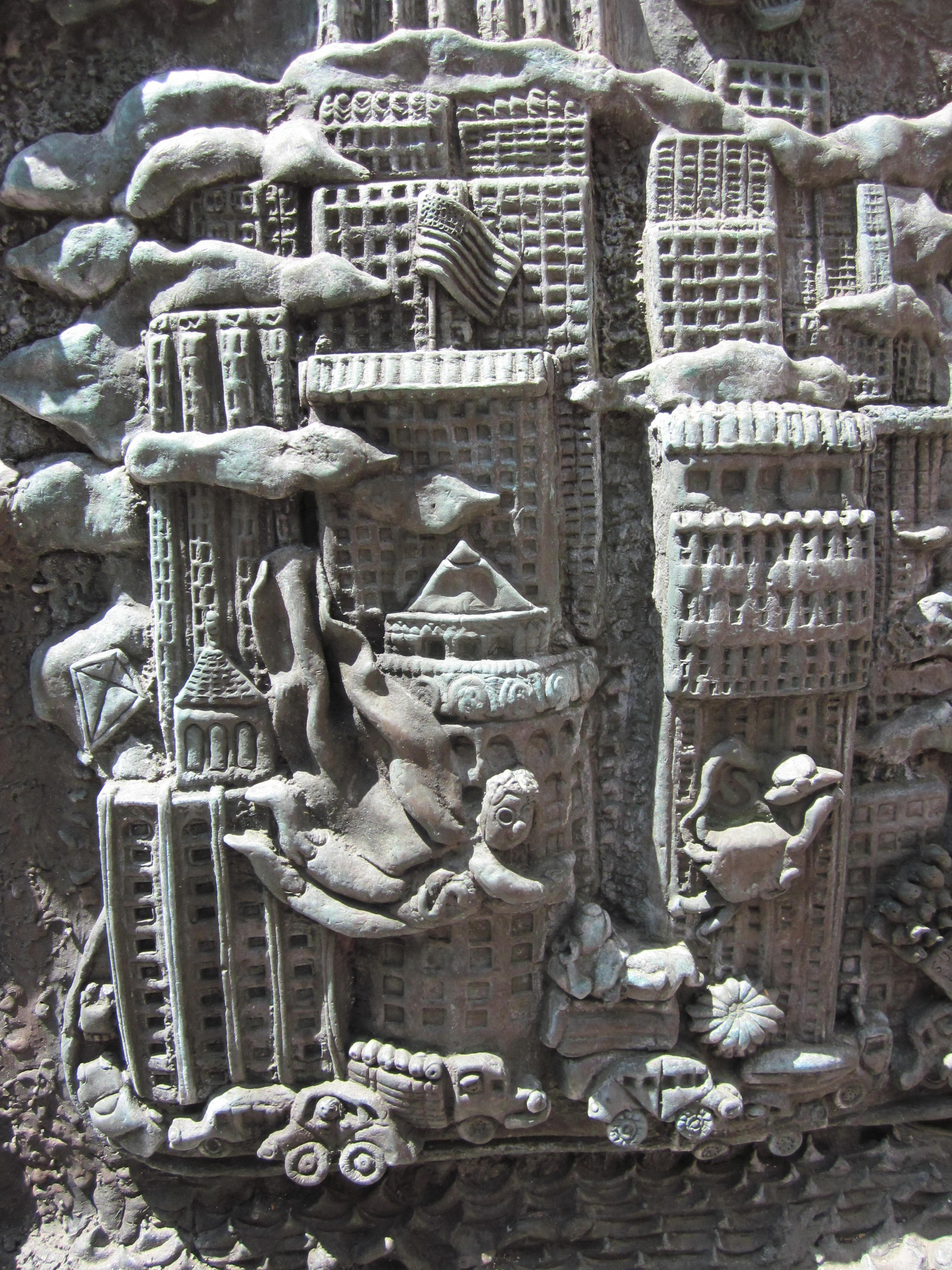
Particolare della fontana di San Francisco
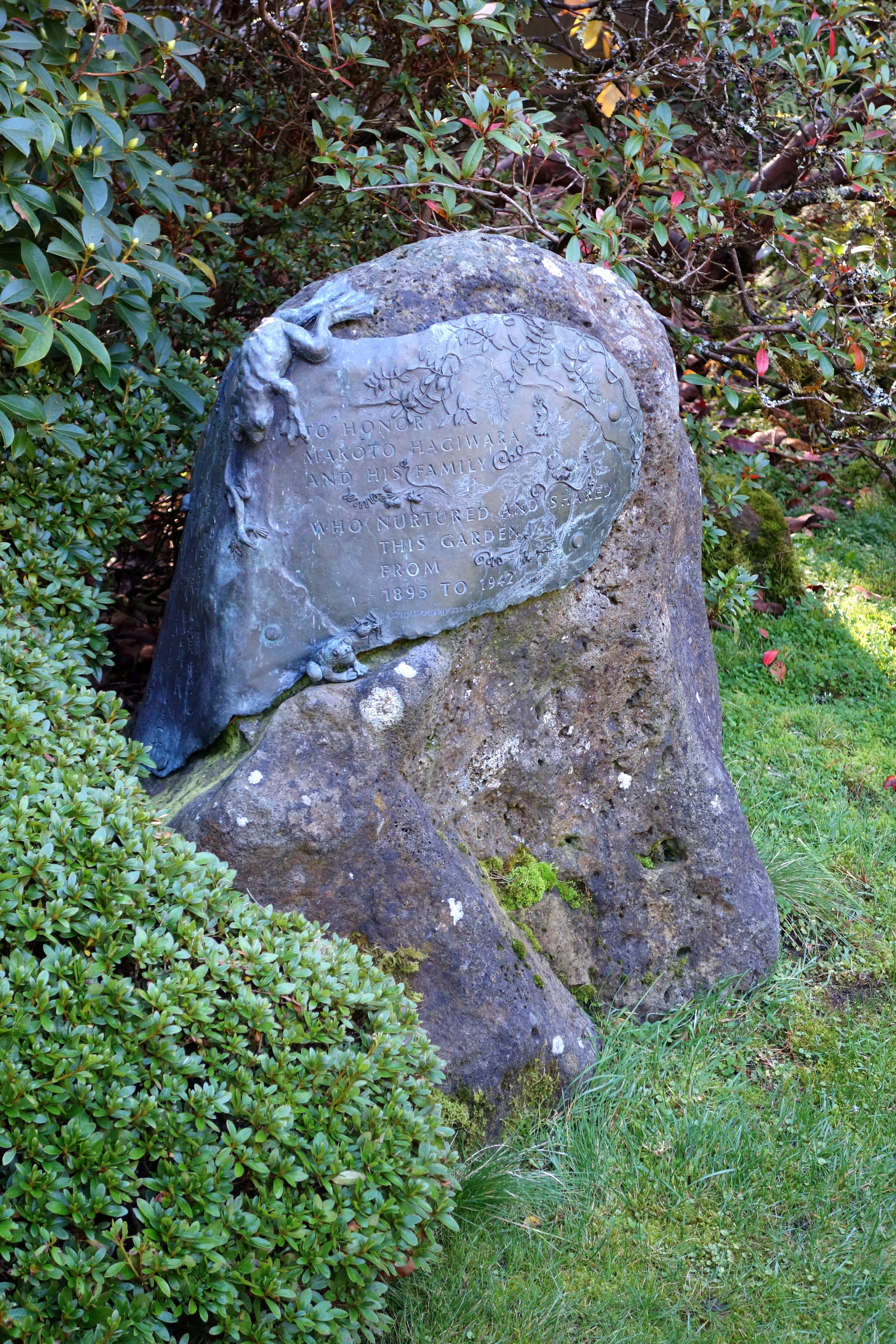
Japanese Tea Garden (San Francisco)

- Andrea (1966), la Fontana della Sirena in Ghirardelli Square, San Francisco, California[4]
- Fontana (1973), The Hyatt on Union Square, San Francisco, California
- Fontane (1976), The Buchanan Mall (Nihonmachi), San Francisco, California
- Aurora (1986), la fontana ispirata agli origami sul lungomare di San Francisco.[4]
- La Scultura Commemorativa dell'Internamento giapponese-americano (1994) a San Jose, California[4]
- Il Giardino della Memoria (2002) presso la San Francisco State University, San Francisco, California

## Premi
- 1966: Primo Premio Dymaxion per Artista/Scienziato[54]
- 1974: Medaglia d'oro dall'American Institute of Architects[55]
- 1990: Premio Cyril Magnin della Camera di Commercio di San Francisco[56]
- 1993: Premio d'Onore del Women's Caucus for the Arts[55]
- 1995: Anello d'oro Premio alla carriera della Asian American Art Foundations[56]
- 2002: Dottorato honoris causa dalla San Francisco State University[49]
- Dal 1982 San Francisco ha stabilito il 12 febbraio il "Ruth Asawa Day"[57]

## Film
- Ruth Asawa: On Forms and Growth, produttore Robert Snyder, Pacific Palisades, CA: Masters and Masterworks Production (1978)[58]
- Each One Teach One: The Alvarado School Art Program, registi Valerie Soe e Ruth Asawa, San Francisco: Alvarado Arts Program (2003)[59][60]